# Угут (Ханты-Мансийский автономный округ)
Угу́т, или У́гут, — село в Сургутском районе Ханты-Мансийского автономного округа — Югры России, центр Угутского сельского поселения (ранее Угутский сельсовет).

## Этимология названия
Название Угут произошло от названия юрт Угутских, или Уготских. В свою очередь это название происходит от хантыйского названия речки Угутки — Уут-сап, что означает «на перекате речка».

## Географическое положение
Расположен на правом берегу реки Большой Юган в 100 км к югу от районного центра — города Сургута, в 300 км к юго-востоку от столицы округа — города Ханты-Мансийска, в 2000 км на северо-восток от Москвы.
Близ посёлка ниже по течению в 2001 году построен мост через Большой Юган, связавший Угут со строящейся дорогой на Пыть-Ях.
Выше посёлка в Большой Юган впадает его правый приток — река Угутка.

## Климат
Климатические особенности территории типичны для подзоны средней тайги и формируются под воздействием многочисленных факторов. Один из них — характер циркуляции атмосферы. Он обусловлен вторжением с севера холодного воздуха Арктики, с северо-запада — влажного воздуха Атлантики и прогретых континентальных масс умеренных широт из юго-восточной Азии. Взаимодействие их в течение года определяет доминирование в целом антициклонного характера климата.
По многолетним данным, средняя годовая температура составляет -1,1˚. Самый холодный месяц — январь (средняя температура -19,4°С), самый тёплый — июль (18,0°С), но нередко максимальные температуры приходятся и на июнь. Довольно большая амплитуда колебания абсолютных температур воздуха (90,9°С) объясняется нередким вторжением холодного арктического воздуха с севера, что усиливает общую континентальность климата. Вторжение холода сопровождается рядом отрицательных явлений (заморозки, снег), что существенно сокращает вегетационный период. Снег лежит 180-200 дней, толщина снежного покрова в марте достигает 50-60 см, но тает очень быстро (8-12 дней) из-за низкой влажности воздуха и быстрого весеннего нарастания температур. Тем самым создаются дополнительные запасы избыточной влаги. Относительная влажность достигает максимума в зимнее время (80-90 %). Наиболее сухим оказывается май (66 %) из-за быстрого роста положительных температур после схода снега.
| Показатель                    | Янв.  | Фев.  | Март  | Апр.  | Май   | Июнь | Июль | Авг. | Сен. | Окт. | Нояб. | Дек.  | Год   |
| ----------------------------- | ----- | ----- | ----- | ----- | ----- | ---- | ---- | ---- | ---- | ---- | ----- | ----- | ----- |
| Абсолютный максимум, °C       | 3,0   | 7,2   | 15,8  | 25,8  | 34,5  | 35,4 | 36,4 | 31,1 | 28,7 | 23,5 | 14,4  | 2,6   | 36,4  |
| Средний суточный максимум, °C | −15,4 | −12,4 | −2,7  | 4,2   | 12,7  | 20,6 | 23,4 | 19,5 | 12,0 | 3,4  | −7,4  | −13,8 | 3,7   |
| Средняя температура, °C       | −19,4 | −17,3 | −8,3  | −1,3  | 7,0   | 14,9 | 18,0 | 14,4 | 7,7  | 0,3  | −10,9 | −17,7 | −1,1  |
| Средний суточный минимум, °C  | −23,6 | −22,1 | −13,9 | −6,7  | 1,8   | 9,6  | 12,7 | 9,8  | 4,1  | −2,5 | −14,5 | −21,9 | −5,6  |
| Абсолютный минимум, °C        | −52,8 | −54,5 | −44,4 | −38,4 | −19,7 | −6,5 | −0,5 | −3,2 | −8   | −31  | −48,4 | −51,3 | −54,5 |
| Норма осадков, мм             | 32    | 25    | 29    | 36    | 56    | 68   | 64   | 81   | 64   | 51   | 46    | 41    | 593   |
| Источник: Климат Угута        |       |       |       |       |       |      |      |      |      |      |       |       |       |

## Растительность
Угут окружён сосновыми лесами и верховыми болотами, изобилующими ягодами (морошка, черника, брусника, голубика, клюква) и грибами.
Вдоль Большого Югана развита пойменная кустарниковая растительность (из тальника, черёмухи, чёрной и красной смородины, шиповника) и темнохвойные леса (кедр, ель, пихта). По берегам Югана и его стариц (местное название старицы — «у́рий») узкими полосами встречаются осоковые луга, пригодные для покосов. Сено с таких лугов низкого качества.

## Население
Население — 2713 человека (2017) . Примерно треть его составляют ханты, живущие не только в Угуте, но и в небольших поселениях по обоим Юганам, которые ещё с XIX века называются юртами.
Старожильческое русское население Угута — это всего несколько семей. Русские стали появляться в Угуте в 1920-х годах. На сегодня основную часть населения составляют мигранты 1970—2000-х годов из разных уголков Советского Союза и России, поэтому и национальный состав неоднородный. Причиной притока населения в Угут в основном стали разведка и освоение нефтяных месторождений.

## История
В метрических книгах церквей Сургутского уезда поселение Угот-пугол, что можно перевести как юрты Уготские, упоминается с 1809 года. Юрты Угутские, как и все поселения на реке Большой Юган, относились к Сургутскому уезду Тобольской губернии. В 1809 году в них проживали: «Михайло Петровъ Кельминъ, жена ево / Параскева Степанова, дети ихъ Мария, Анна, Андреи, / подворникъ ихъ Иванъ Потаповъ Кельминъ».
Юрты Угутские упоминаются в записках путешественников и исследователей XIX века (Ф. Р. Мартин, А. А. Дунин-Горкавич). По данным А. А. Дунина-Горкавича, в 1900 году в Угутских юртах насчитывалось 6 дворов и 12 хозяев. Крупного рогатого скота здесь не держали, а лошадей держали мало (10 у 4 хозяев), что объясняется отсутствием покосов и выпасов. В конце XIX века в Угуте находился казённый зерновой склад, снабжавший продуктами местное население. Торговлю на Югане вёл Николай Петрович Тетюцкий, сам проживавший в селе Юганском.
25 октября 1926 года в юртах Угутских образован Угот-Юганский туземный районный совет, подчинявшийся Сургутскому райисполкому.

## Религия
Ханты, населяющие бассейн Большого Югана, исконно были язычниками. В XVIII веке в результате колонизации Сибири и насаждаемой христианизации здесь распространилось православие. Ближайший православный храм находился в селе Юганском. Но при этом в далёких юртах христианство мирно уживалось с традиционными верованиями и шаманизмом. И сегодня иконы в домах ханты соседствуют с идолами, хранящимися в святых лабазах.
В современный период православные традиции возрождаются. В Угуте в начале 2000-х годов построен храм во имя иконы Казанской Божьей Матери, освящение которого состоялось 27 апреля 2008 года.
Кроме того в Угуте действуют общины пятидесятников и Свидетелей Иеговы.

## Образование и культура

### Школа
История Угутской школы начинается в 1920-х годах. Сначала школа была совсем небольшой. В 1929 году в Угут из села Юганского перевезли дом купца Тетюцкого. В этом большом двухэтажном здании разместилась школа-интернат. Этот жилой дом до сих пор стоит на улице Центральной. Первым директором школы были Битилёв, а позднее — Александр Александрович Силин.
В 1970 году было построено новое здание школы, спальные корпуса и квартиры для учителей. Сейчас в этом здании учатся школьники с 1 по 4 класс, а старшая школа расположена в новом двухэтажном здании, построенном в 2001 году. В школе обучается около 300 детей.

### Угутский краеведческий музей им П.С. Бахлыкова
23 июня 1979 года в селе Угут, Сургутского района Тюменской области был открыт филиал окружного Ханты-Мансийского краеведческого музея — Угутский народный музей, возглавить который, было предложено Петру Семёновичу Бахлыкову. П.С. Бахлыков был личностью многоплановой, объединяющим лейтмотивом разностороннего творчества которого была любовь к культуре юганских ханты, и желание показать её миру. Первыми экспонатами музея стала личная этнографическая коллекция Петра Семёновича, в том числе изготовленная им скульптура старого охотника ханты, моделью для которой послужил старик из рода Мултановых по прозвищу «Соколиный глаз».
С открытием музея П.С. Бахлыков получил возможность вплотную заниматься краеведением, таксидермией, сбором предметов этнографии, живописью, публицистикой. В своих воспоминаниях он пишет: 

«Наконец-то сбывается моя давняя мечта. Мне предоставляется возможность заниматься тем, о чём я много думал и готовился. Меня назначают директором Угутского краеведческого музея (которого ещё нет). Мне выделили две маленькие комнаты при Угутском клубе <…> Посетители в восторге! Я счастлив!»
В 1981 году под Угутский музей выделили старое здание детсада. Директор своими руками мастерит витрины, масштабные макеты «Угут в 1950-е годы» и «Средневековый курган Тоньи». Создает диорамы природы, которые угутяне помнят до сих пор. 1 ноября 1982 года открыто новое здание музея, на территории которого под открытым небом собираются крупногабаритные экспонаты — хлебная печь, амбар, молельня. Работая директором, Пётр Семёнович выполняет обязанности хранителя, научного сотрудника, экскурсовода, таксидермиста, плотника, истопника и сторожа. Только в 1987 году Угутскому музею выделяют дополнительный штат научного сотрудника, смотрителя и трёх сторожей.
Интересы П. С. Бахлыкова предопределили основные направления деятельности музея. Этнография юганских ханты — коренного населения региона и живопись Петра Семёновича на протяжении трёх десятилетий были приоритетными при формировании фондов музея. На сегодняшний день коллекция Угутского краеведческого музея, пусть и немногочисленная, является самой полной коллекцией предметов быта юганской группы восточных ханты.
24 октября 2001 года состоялось торжественное открытие современного здания Угутского краеведческого музея им. П.С. Бахлыкова.
К 30-летию музея принята его новая концепция направленная на представление истории края в её целостности — не только этнография, но и средневековая история (через археологию), процессы колонизации, христианизации, старожильческое население и новейшая история. Центром новой экспозиции стала фигура богатыря угорского эпоса — Тоньи. Воевавший с пришедшими за ясаком казаками, угорский князь Тонья — историческая личность, воспетая в песнях и легендах. Его история это олицетворение истории колонизации края, точка в которой пересеклись судьбы двух народов, а для Сибири наступила эпоха российской государственности. Русское заселение края отражено в двух разделах — «Торговые пути» и «Христианизация Югана». Реальное освоение Югана русскими связано не столько с воеводами и сборщиками ясака, сколько с купечеством. Привозные товары, прежде всего хлеб, оружие, ткани и украшения охотно покупались местным населением. Торговля велась даже в самых отдалённых юртах, а гужевые дороги XIX века до сих пор служат современными автозимниками.
За год музей посещают до 3000 человек не только из России, но и из государств. Фонды музея насчитывают более 5000 экспонатов. Музей сотрудничает с научными центрами Урала и Сибири, с музейными центрами региона. В память об основателе музей проводит «Бахлыковские чтения» — краеведческую конференцию, посвящённую исследованиям в области истории, археологии, этнологии и природы Юганского края.

## Здравоохранение
Больница появилась в Угуте в 1931 году. Она находилась на улице Набережной. Сруб для неё был привезён из Увата. В 1998-м году было построено здание амбулатории.

## Охрана природы
В селе Угут находится центральная усадьба Юганского государственного заповедника. Сам заповедник расположен примерно в 30 км к югу от Угута в междуречье Большого и Малого Юганов на площади 648 тысяч гектаров.

## Полезные ископаемые и экономика

### Сельское хозяйство
До конца 1990 годов в Угуте существовало отделение Сургутского коопзверпромхоза, которое занималось заготовкой пушнины (соболь, белка, выдра, росомаха и др.), рыбы, дикоросов, а также имело подсобное хозяйство — молочную ферму. Молочная ферма просуществовала до начала 1990 годов. Тяжёлые условия содержания скота, а именно, отсутствие пригодных выпасов, трудности заготовки сена на пойменных лугах, делают нерентабельным животноводство в Угуте. И только трудности с доставкой молочных и мясных продуктов как-то оправдывали животноводство. Сейчас местные жители держат скот в ограниченном количестве. Растениеводство в Угуте последние 30 лет существует только в пределах частных огородных участков. Песчаные почвы на большей части участков требуют постоянного внесения органических удобрений, что всё труднее осуществлять из-за сокращения поголовья скота. Однако при соответствующей агротехнике картофель и овощи дают хорошие урожаи.

### Транспорт
Регулярное пассажирское транспортное сообщение Угут имеет с районным центром. В межсезонье летает пассажирский вертолёт из Сургута (авиакомпания ЮТэйр) — лететь примерно 40-50 минут. До 2016 года осуществлялись регулярные рейсы речных судов «Заря» из речпорта Сургута — поездка занимала от 6 до 8 часов. Есть дорога, по которой можно выехать на федеральную трассу на Тюмень. До городов Пыть-Ях, Нефтеюганск и Сургут ездят маршрутные такси.
Основной грузовой транспорт автомобильный.

## Известные люди, связанные с Угутом
- Петр Семенович Бахлыков
- Феликс Робертович Штильмарк — один из основателей Юганского заповедника, бывший заместителем директора по науке в 1984-85 годах. В эти годы он проживал в Угуте, на улице Набережной.